# Barbara Steele
Pour les articles homonymes, voir Steele.
Barbara Steele, née le 29 décembre 1937 à Birkenhead (Angleterre), est une actrice britannique connue pour avoir joué dans des films d'épouvante gothiques italiens des années 1960. Elle a notamment joué le double rôle d'Asa et de Katia Vajda dans l'adaptation par Mario Bava du conte fantastique  Vij de l'auteur russe Nicolas Gogol, Le Masque du démon (1960). Elle a joué également dans les films d'épouvante La Chambre des tortures (1961), L'Effroyable Secret du docteur Hichcock (1962), La Sorcière sanglante (1964), Danse macabre (1964), Le Cimetière des morts-vivants (1965) et Un ange pour Satan (1966).
Elle a également tenu des rôles secondaires dans Huit et demi (1963) de Federico Fellini, Le Monocle rit jaune (1964) de Georges Lautner, L'Armée Brancaleone de Mario Monicelli, Frissons (1975) de David Cronenberg, La Clé sur la porte (1977) d'Yves Boisset et La Petite (1978) de Louis Malle.

## Biographie
Steele est née à Birkenhead, dans le Cheshire. Elle a étudié l'art à la Chelsea Art School et à Paris, à la Sorbonne.

### Carrière
D'abord modèle, Barbara Steele décroche, vers la fin des années 1950, un des tout derniers contrats de sept ans signés par la compagnie cinématographique anglaise J. Arthur Rank Organisation, pour laquelle elle ne tournera du reste qu'une poignée de petits rôles secondaires. Très vite, ce contrat de longue durée est racheté par la Twentieth Century Fox, qui voit en elle la future partenaire d'Elvis Presley, dans les Rôdeurs de la plaine (1960) que doit réaliser Don Siegel. Révoltée par le traitement que lui inflige Hollywood, elle abandonne le projet et rompt son contrat.
Pensant avoir définitivement sabordé sa carrière, elle part alors pour l'Italie, où le succès l'attend à Cinecitta avec le film de Mario Bava, Le Masque du démon (1960). Elle devient subitement une vedette du fantastique en Europe, enchaînant de nombreux rôles de personnages inquiétants. Elle travaille ainsi plusieurs fois avec des cinéastes spécialisés dans le genre, tels que Riccardo Freda (L'Effroyable secret du docteur Hichcock et Le Spectre du professeur Hichcock) et Antonio Margheriti (Danse macabre et La Sorcière sanglante) , entretenant ce succès durant la décennie 1960.
En 1964, elle joue dans Le Monocle rit jaune de Georges Lautner. Ce dernier se déclara particulièrement choqué par l'attitude méprisante que Paul Meurisse afficha à l'égard de Barbara tout le long du tournage. L'acteur en effet avait manifestement mal apprécié que la partie italienne de la production l'oblige à partager l'affiche avec une comédienne spécialisée dans le cinéma d'épouvante. Pour cette raison, Lautner se jura par la suite de ne jamais plus retravailler avec Paul Meurisse.
À partir des années 1970, elle se fait plus rare sur les écrans, malgré de notables interprétations pour les auteurs en devenir Jonathan Demme (5 Femmes à Abattre en 1974), David Cronenberg (Frissons en 1976) et Joe Dante (Piranhas en 1978).
Dans les années 1980, elle se lance dans la production télévisée avec, en 1983, l'ambitieuse série Le Souffle de la guerre (dans laquelle elle se réservera un petit rôle), ainsi que sa suite, Les Orages de la guerre (1988), toutes deux avec Robert Mitchum en vedette.
Dans les années 1990, elle fait un retour remarqué dans le fantastique, avec le rôle du Docteur Julia Hoffman, dans la mini-série La Malédiction de Collinwood (1991), adaptation par Dan Curtis de sa propre saga quotidienne Dark Shadows (1966-1971).
Dès lors, la toujours très belle Barbara Steele se consacre à la production, répondant néanmoins présente pour d'occasionnels courts rôles dans de modestes productions.
Malgré une notoriété internationale intimement liée à sa florissante carrière dans l'épouvante, elle dénigra longtemps celle-ci, valorisant plutôt sa participation, pourtant épisodique, à des films dits « d'auteurs ». Parmi les grands cinéastes qui l'auront fait jouer, il faut citer Federico Fellini (Huit et demi en 1963), Mario Monicelli (L'Armée Brancaleone en 1966), Volker Schlöndorff (Les Désarrois de l'élève Törless en 1966), ou encore Louis Malle (La Petite en 1978).
En 2010, l'acteur et scénariste Mark Gatiss a interviewé Steele à propos de son rôle dans Le Masque du démon pour sa série documentaire de la BBC A History of Horror,. En 2012, Gatiss a de nouveau interviewé Steele à propos de son rôle dans Frissons pour son documentaire suivant, Horror Europa. En 2014, elle apparaît dans le premier film de Ryan Gosling, le thriller néo-noir Lost River, dans lequel elle interprète le personnage de Belladonna.

### Vie privée
Barbara W. Steele épouse l'écrivain et scénariste américain James Poe en 1969, avec qui elle a un fils, Jonathan Jackson Poe, né en aout 1971. Ce mariage coïncide justement avec le net ralentissement de la carrière de l'actrice, avant un timide retour en deuxième moitié des années 1970.
Elle divorce de son mari dans l'année 1978, deux ans à peine avant la mort prématurée de ce dernier.
Il avait écrit tout spécialement pour elle un rôle dans son scénario On achève bien les chevaux (1969), que Sydney Pollack tourna finalement avec une autre actrice anglaise, Susannah York.

## Filmographie

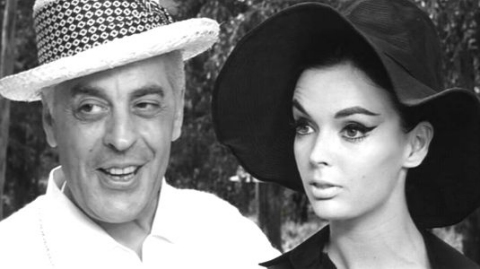
Mario Pisu et Barbara Steele dans Huit et demi (1963).

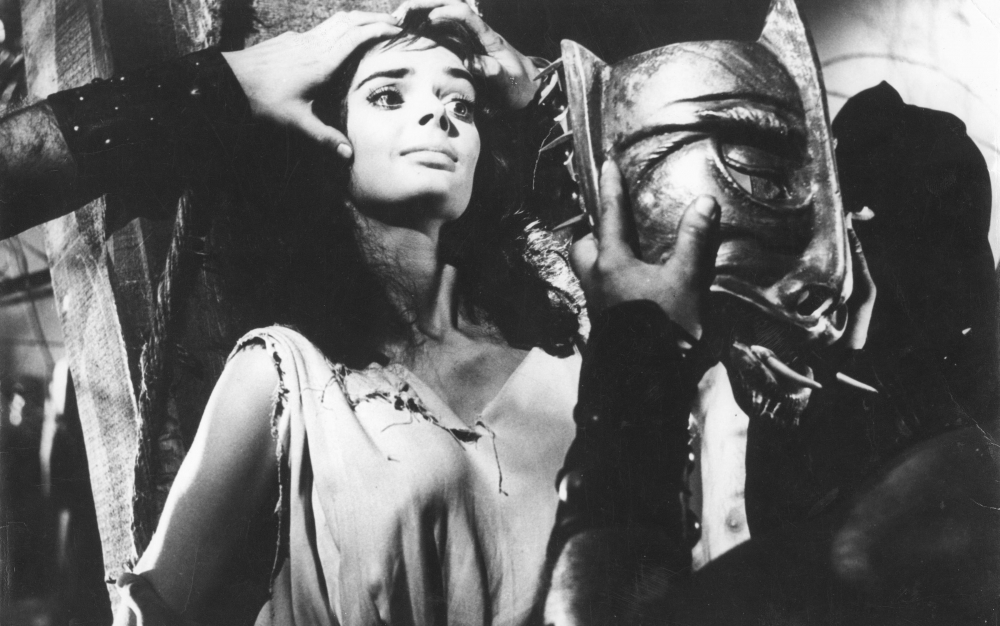
Steele soumise au supplice du Masque du démon (1960).

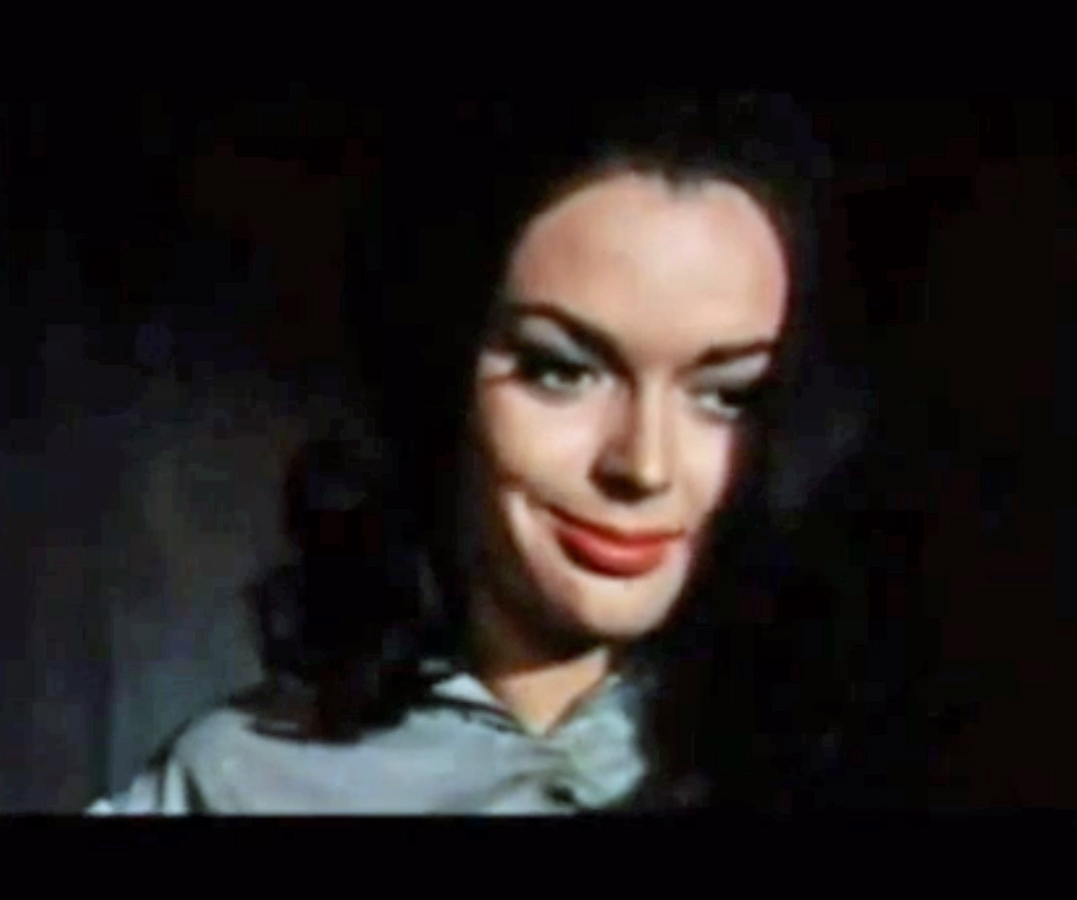
Barbara Steele dans La Chambre des tortures (1961).

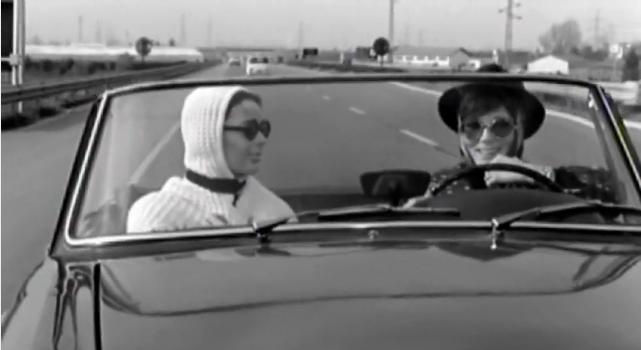
Barbara Steele et Gaia Germani dans Les Maniaques (1964).

### Cinéma
- 1958 : La Péniche du bonheur (Houseboat) de Melville Shavelson
- 1958 : Six Filles et un garçon (Bachelor of Hearts) de Wolf Rilla : Fiona
- 1959 : Opération Scotland Yard (Sapphire) de Basil Dearden : une étudiante
- 1959 : Entrée de service (Upstairs and Downstairs) de Ralph Thomas : Mary
- 1960 : Your Money or Your Wife (en) d'Anthony Simmons : Juliet
- 1960 : Le Masque du démon (La maschera del demonio) de Mario Bava : Katia Vajda / princesse Asa Vajda
- 1961 : La Chambre des tortures (The Pit and the Pendulum) de Roger Corman : Elizabeth
- 1962 : L'Effroyable Secret du docteur Hichcock (L'orribile segreto del Dr. Hichcock) de Riccardo Freda : Cynthia Hichcock
- 1962 : Le Capitaine de fer (Il capitano di ferro) de Sergio Grieco : Floriana
- 1963 : Huit et demi (Otto e mezzo) de Federico Fellini : Gloria Morin
- 1963 : Les Heures de l'amour (Le ore dell'amore) de Luciano Salce : Leila
- 1963 : Le Spectre du professeur Hichcock (Lo spettro) de Riccardo Freda : Margaret Hichcock
- 1963 : Amour sans lendemain (Un tentativo sentimentale) de Pasquale Festa Campanile et Massimo Franciosa : Silvia
- 1964 : Danse macabre (Danza macabra)) de Antonio Margheriti : Elisabeth Blackwood
- 1964 : La Sorcière sanglante (I lunghi capelli della morte) de Antonio Margheriti : Helen Rochefort / Mary
- 1964 : L'Amour facile (Amore facile) de Gianni Puccini : Barbara
- 1964 : Les Maniaques (I maniaci) de Lucio Fulci : Barbara/signora Brugnoli
- 1964 : Les Baisers, segment Baiser du soir de Jean-François Hauduroy : Thelma
- 1964 : Le Sexe des anges (Le voci bianche) de Pasquale Festa Campanile et Massimo Franciosa : Giulia
- 1964 : Tre per una rapina de Gianni Bongioanni : Barbara Sims
- 1964 : Le Monocle rit jaune, de Georges Lautner : Valérie
- 1965 : I soldi de Gianni Puccini
- 1965 : Le Cimetière des morts-vivants (Cinque tombe per un medium) de Massimo Pupillo : Cleo Hauff
- 1965 : Les Amants d'outre-tombe (Amanti d'oltretomba) de Mario Caiano : Muriel Arrowsmith / Jenny Arrowsmith
- 1966 : L'Armée Brancaleone (L'armata Brancaleone) de Mario Monicelli : Teodora
- 1966 : La Sœur de Satan (The She Beast) de Michael Reeves : Veronica
- 1966 : Un ange pour Satan (Un angelo per Satana) de Camillo Mastrocinque : Harriet Montebruno / Belinda
- 1966 : Les Désarrois de l'élève Törless (Der junge Törless) de Volker Schlöndorff : Bozenna
- 1968 : La Maison ensorcelée (Curse of the Crimson Altar) de Vernon Sewell : Lavinia Morley
- 1970 : Fermate il mondo... voglio scendere! de Giancarlo Cobelli : Danielle
- 1974 : Cinq femmes à abattre (Caged Heat) de Jonathan Demme : McQueen
- 1975 : Frissons (Shivers) de David Cronenberg : Betts
- 1978 : La Clé sur la porte d'Yves Boisset : Cathy
- 1978 : La Petite (Pretty Baby) de Louis Malle : Josephine
- 1978 : Piranhas  (Piranha) de Joe Dante : dr. Mengers
- 1980 : Le Silence qui tue (The Silent Scream) de Denny Harris : Victoria Engels
- 1994 : Tief oben de Wilhelm Hengstler (de)
- 1999 : Prophet (The Capitol Conspiracy) de Fred Olen Ray : agent Oakley
- 2006 : The Boneyard Collection d'Edward L. Plumb, segment Her Morbid Desires : Vanessa Peabody
- 2012 : The Butterfly Room (en) (La stanza delle farfalle) de Gionata Zarantonello (it) : Ann
- 2015 : Lost River de Ryan Gosling : Belladonna
- 2016 : Minutes Past Midnight, segment The Mill At Calder's End de Kevin McTurk : L'apparition

### Télévision
- 1983 : Le Souffle de la guerre (The Winds of War) de Dan Curtis (mini-série) : Mrs. Stoller
- 1991 : La Malédiction de Collinwood (Dark Shadows) (mini-série) : Dr. Julia Hoffman / Countess Natalie Du Pres
- 1965 : Destination Danger (saison 3 : L'Homme de la Plage)
- 1988-1989 : Les Orages de la guerre (War and Remembrance) de Dan Curtis : Elsa MacMahon